# Europese kampioenschappen jachtgeweer 1994
De Europese kampioenschappen jachtgeweer 1994 waren door de European Shooting Confederation (ESC) georganiseerde kampioenschappen voor schutters in het kleiduifschieten. De 40e editie van de Europese kampioenschappen vond plaats in de Portugese hoofdstad Lissabon.

## Resultaten

### Trap
| Onderdeel   | Goud          | Zilver          | Brons          |
| ----------- | ------------- | --------------- | -------------- |
| Heren       |               |                 |                |
| Individueel | Frans Peeters | Marco Venturini | Manuel Silva   |
| Team        | Italië        | Portugal        | België         |
| Dames       |               |                 |                |
| Individueel | Satu Pusila   | Sini Rantapuu   | Roberta Pelosi |
| Team        | Finland       | Duitsland       | Italië         |

### Dubbele trap
| Onderdeel   | Goud            | Zilver                 | Brons           |
| ----------- | --------------- | ---------------------- | --------------- |
| Heren       |                 |                        |                 |
| Individueel | Karoly Gombos   | Albano Pera            | Waldemar Schanz |
| Team        | Italië          | Duitsland              | Hongarije       |
| Dames       |                 |                        |                 |
| Individueel | Deborah Gelisio | Riitta-Mari Murtoniemi | Svetlana Demina |
| Team        | Italië          | Finland                | Rusland         |

### Skeet
| Onderdeel   | Goud               | Zilver              | Brons            |
| ----------- | ------------------ | ------------------- | ---------------- |
| Heren       |                    |                     |                  |
| Individueel | Andrea Benelli     | Bronislav Bechynsky | Hennie Dompeling |
| Team        | Italië             | Tsjechië            | Zweden           |
| Dames       |                    |                     |                  |
| Individueel | Yerjanik Avetisyan | Maarit Lepomäki     | Diana Igaly      |
| Team        | Hongarije          | Armenië             | Italië           |

1955 · 1956 · 1957 · 1958 · 1959 · 1960 · 1961 · 1962 · 1963 · 1964 · 1965 · 1966 · 1967 · 1968 · 1969 · 1970 · 1971 · 1972 · 1973 · 1974 · 1975 · 1976 · 1977 · 1978 · 1979 · 1980 · 1981 · 1982 · 1983 · 1984 · 1985 · 1986 · 1987 · 1988 · 1989 · 1990 · 1991 · 1992 · 1993 · 1994 · 1995 · 1996 · 1997 · 1998 · 1999 · 2000 · 2001 · 2002 · 2003 · 2004 · 2005 · 2006 · 2007 · 2008 · 2009 · 2010 · 2011 · 2012 · 2013 · 2014 · 2015 · 2016 · 2017 · 2018 · 2019 · 2020 · 2021 · 2022 · 2023 · 2024 ·